# Lijst van personages uit Sonic the Hedgehog (stripserie)
Dit is een lijst van personages uit de stripserie Sonic the Hedgehog, en de bijbehorende specials en spin-offs.
Dit artikel bevat uitsluitend personages die speciaal voor de stripreeks bedacht zijn. Voor personages overgenomen uit de animatieserie, zie Lijst van personages uit Sonic the Hedgehog (televisieserie). Voor personages overgenomen uit de videospellen, zie Lijst van personages uit Sonic the Hedgehog (spellen).

## A.D.A.M.
A.D.A.M. is een van de antagonisten uit de stripserie. Zijn naam staat voor "Autonomous Digital Assault Microbe". Hij is een zelfbewust computervirus, per ongeluk gemaakt door Dr. Eggman. Als computervirus heeft hij de macht over alle machines waar hij in binnendringt. A.D.A.M. heeft de macht over Eggmans computer, en derhalve ook elke robot die Eggman bezit. Verder beschikt hij over een leger van nanobots, waarmee hij ook bezit kan nemen van levende wezens. 

## Abby
Abby is een koala die gezien wordt in de spin-offserie Mobius: 25 Years Later. Ze is de huishoudster van de Guardian-familie; Knuckles, Julie-Su en Lara-Su.

## Princess Alicia Acorn
Kwaadaardige counterpart van Sally. Hoewel ze net als haar leiderseigenschappen heeft, gebruikt zij haar sadisme en verdorvenheid om anderen te manipuleren.

## Queen Alicia Acorn
De moeder van Sally. Lang werd gedacht dat ze met haar zoon Elias bij een bootongeluk om het leven was gekomen, maar ze bleek in een coma te zijn. Ze werd genezen en is momenteel met haar man, koning Maximillian, op pensioen.

## Amadeus Prower
Amadeus Prower was een antropomorfe vos die op Mobius woonde ten tijde van de grote oorlog. Hij had het bevel over de speciale eenheden bestaande uit o.a  Sir Charles, Jules en Bernie Hedgehog en Sherman Walrus. Hij is tevens de vader van Tails. Na de oorlog ontmoette hij Rosemary, Tails’ moeder. 
Amadeus en Rosemary verdwenen kort nadat Robotnik de macht greep, en lange tijd was niets over hen bekend. Uiteindelijk bleken ze naar de planeet Argentium te zijn gebracht. Uiteindelijk kon Sonic hen terughalen naar Mobius.

## Amy Rose
Zie Amy Rose

## Ancient Walkers
De Ancient Walkers zijn drie machtige wezens uit vervlogen tijden. Ze lijken op antropomorfe dinosauriërs en verschijnen vaak in crisistijden. Ze zijn de enigen die volledige macht hebben over de chaosdiamanten en hun energie. Ze verschenen voor het eerst aan Knuckles om hem te waarschuwen dat Angel Island werd bedreigd.

## Antoine D'Coolette
Zie Lijst van personages uit Sonic the Hedgehog (televisieserie)

## Argyle
De zoon van Vector the Crocodile. Hij wordt gezien in Mobius: 25 Years Later. Hij draagt net als zijn vader een koptelefoon. Hij heeft een oogje op Lara-Su. Argyle werd niet meer gezien in de tweede Mobius: 25 Years Later serie. Mogelijk is zijn bestaan uitgewist door de veranderingen in de tijdlijn.

## Armand D'Coolette
De vader van Antoine D'Coolette. Hij was een van de hoogste officieren in het leger van het Acorn koninkrijk. Hij leerde zijn zoon met een zwaard te vechten. Ook Antoines uniform was ooit van zijn vader. 
Toen Armand zijn intrede deed in de serie, was hij door Robotnik veranderd in een robot. Later werd Armands vrije wil hersteld, en voegde hij zich bij zijn zoon. 

## Arthur Mongoose
Arthur Mongoose was een mangoest die leefde ten tijde van de grote oorlog. Hij was een ervaren zwaardvechter, maar verloor door de vele gevechten zijn emoties. Hij leidde lange tijd een teruggetrokken leven.
Arthur is in de stripserie inmiddels overleden, maar hij wordt nog wel gezien in flashbacks. Ook praat zijn dochter Mina vaak over hem.

## Ash Mongoose
Ash Mongoose is de vriend van Mina Mongoose. Hij is derhalve en rivaal van Sonic. Hij komt vaak koud en ongeïnteresseerd over.

## Aurora
Een van de machtigste wezens op Mobius, en een meester over de chaosdiamanten. Ze kan haar gedaante aanpassen aan de persoon voor wie ze verschijnt. Zo nam ze bij Knuckles de gedaante van een mierenegel aan. 

## Bernadette Hedgehog
Bernadette Hedgehog, of kortweg Bernie, is de moeder van Sonic. Ze was gedurende het grootste gedeelte van de serie veranderd in een robot, maar had haar vrije wil behouden zodat ze in het geheim Robotnik kon tegenwerken.

## Bem
De bem zijn een ras van wetenschappers. Ze lijken allemaal sprekend op elkaar, en zijn mogelijk elkaars klonen. Ze reizen door de Melkweg, en kwamen zo ook op Mobius terecht. Ze vonden onder andere Amadeus en Rosemary Prower, en namen hen mee naar hun thuiswereld. 

## Big the Cat
Zie Lijst van personages uit Sonic the Hedgehog (spellen)

## Black Death
Black Death is een katachtige tovenaar die Knuckles ontmoette tijdens zijn zoektocht naar het zwaard van Acorns. Black Death is een eenling die nooit samenwerkt met andere tovenaars. Hij gebruikte Knuckles tijdelijk als zijn slaaf, totdat Sir Connery arriveerde om Black Death te verslaan. Samen met Knuckles versloeg Connery Black Death, en nam hem mee naar een onbekende locatie.

## Blodex
Aliens in de vorm van mieren, afkomstig van de planeet Thoraxia. 

## Boomer
Kwaadaardige counterpart van Rotor. Ook een genie, maar voor kwaadaardige doeleinden.

## Bunnie Rabbot
Zie Lijst van personages uit Sonic the Hedgehog (televisieserie)

## Buns
Kwaadaardige counterpart van Bunnie. Ze werd door Scourge uit de groep gegooid nadat ze de ziekte NIDS bleek te hebben, en werd onder hoede genomen door Dr. Robotniks goedaardige counterpart, waardoor ze de enige anti-counterpart lijkt te zijn die het juist pad heeft gekozen. In tegenstelling tot Bunnie heeft ze al haar ledematen nog.

## Bunyip
Een legendarisch monster dat woont in Downunda. Bunyip was lid van een oud ras dat vrijwel geheel was uitgeroeid door de Crocbot.

## Car-Heem
Een verzamelaar die het universum doorkruist op zoek naar nieuwe levensvormen. Hij nam zowel Robotnik als de Freedom Fighters mee in zijn schip om ze te bestuderen. Om te ontkomen moesten Robotnik en de Freedom Fighters samenwerken.
Car-Heem ziet alle levensvormen die hij vangt als inferieur, en toont nooit enig berouw van wat hij doet. 

## Catweazle
Een witte vogel, en een handlanger van Knuckles. Hij had er een handje van om altijd op te duiken als Knuckles even alleen wilde zijn. 

## Ceneca 9009
Een Bem wetenschapper. Ze was de eerste die met een manier kwam om personen die in robots waren veranderd weer normaal te maken. Ze gebruikte deze onder andere om Amadeus Prower en zijn vrouw Rosemary weer normaal te maken. Later gebruikte ze het om vrijwel al Robotniks slachtoffers weer normaal te maken.

## Charmy Bee
Zie Lijst van personages uit Sonic the Hedgehog (spellen)

## Professor Cheddermund
Cheddermund was een wetenschapper, en een van de laatste mensen op Mobius. Hij vluchtte met enkele anderen de ruimte in op zoek naar een andere planeet om te leven toen de grote oorlog uitbrak. Toen ze gedwongen waren terug te keren naar Mobius, namen ze hun intrek in Robotropolis.
Cheddermund kwam om het leven toen Robotropolis werd vernietigd.

## Uncle Chuck
Zie Lijst van personages uit Sonic the Hedgehog (televisieserie)

## Colin Kintobor
Colin Kintobor was een Overlander, een van de laatste mensen op Mobius. Hij had het bevel over al hun militaire strijdkrachten. Hij was een van de mensen die de grote oorlog tegen de Mobians begon. Hij is tevens de broer van Julian Kintobor, die later bekend zou komen te staan als Dr. Robotnik. 
Colin stierf in de vernietiging van Robotropolis.

## Sir Connery
Connery was een ridder in dienst van het koningshuis Acorn. De Ancient Walkers maakten hem tot hun persoonlijke dienaar om de wereld te ontdoen van duistere magie. Ze gaven hem een onnatuurlijk lang leven, en het mystieke zwaard van het licht om dit voor elkaar te krijgen.
Connery versloeg vele kwaardige magiërs en tirannen. Uiteindelijk werd Connerey verslagen door Mammoth Mogul, die hem het zwaard afnam. Connery stierf tijdens zijn tweede gevecht met Mogul, waarbij hij Moguls kroon en zwaard vernietigde. 

## Deo Volente
Een van de langst levende leden van een ras vuurmieren. Hij woont op het zwevende eiland. 

## Destructix
De Destructix zijn een team van oude vijanden van Sonic. De groep telt zes vaste leden, maar is in de loop der jaren regelmatig tijdelijk uitgebreid met andere vijanden van Sonic. De leden van de groep dienen vaak Dr. Robotnik of Mammoth Mogul. 

## Dimitri the Echidna
Dimitri is een antropomorfe mierenegel van hetzelfde ras als Knuckles. Hij was de eerste die het alter ego van Enerjak aannam. Hij veranderde in enerjak door de energie van 11 chaosdiamanten te absorberen. 
Dimitri werd weer zichzelf toen Mammoth Mogul hem zijn kracht afnam. Hierna werd hij razendsnel ouder, en moest zichzelf in leven houden met kunstmatige implantaten. Uiteindelijk veranderde hij zichzelf geheel in een cyborg en werd hij lid van de Dark Legion.

## Drago the Wolf
Vroeger als wolf lid van de Wolf Pack, maar verraadde de groep door een deal te sluiten met Robotnik en bijna Hershey Cat verantwoordelijk te maken op de (schijn)dood van Sally Acorn. Hij werd gevangengenomen maar ontsnapte later weer en vecht nog steeds voor Robotnik.

## Dulcy
Zie Lijst van personages uit Sonic the Hedgehog (televisieserie)

## Eddy the Yeti
Een Yeti, en een lid van een gemuteerd ras gemaakt door de first Days of Fury. Hij woont in de noordelijke regio’s van Mobius. Hij is goede vrienden met Nate. Eddy kwam om het leven toen hij Nate redde uit een instortend kasteel.

## Elias Acorn
De broer van Sally en momenteel koning van Mobotropolis. Voor een lange tijd werd gedacht dat hij en zijn moeder dood waren na een bootongeluk, hoewel ze overleefden maar spoorloos bleven. Na jaren keerden ze terug en heeft Elias zijn vader opgevolgd als koning.

## Enerjak
Enerjak is het kwaadaardige alter ego van twee personages uit de stripserie. 
De eerste was Dimitri the Echidna, een wetenschapper van Angel Island die de macht van elf chaosdiamanten had geabsorbeerd. De tweede Enerjak ontstond middels Knuckles de Echidna via de macht van de Master Emerald.
De originele Enerjak was net als Dimitri een genie, en had totaal geen respect voor minder begaafde levensvormen. De tweede Enerjak had echter gevoelens die Knuckles ook had, en had een hekel aan technologie.  
Beide versies van Enerjak dragen een ceremonieel kostuum van de oude mierenegels, bestaande uit een gouden masker, torsopantser en handschoenen. Enerjaks vaardigheden verschillen sterk. Hij was in principe almachtig en beweerde dat hij alles kon doen door hier enkel aan te denken. Hij beschikte in elk geval over teleportatie, telepathie, gedachtenbeheersing, zweven, controle over materie en energie op een moleculair niveau, opwekken van elektromagnetische pulsen en bovennatuurlijke kracht. Hij kon ook chaosenergie gebruiken voor een serie aanvallen. 

## Espio the Chameleon
Zie Lijst van personages uit Sonic the Hedgehog (spellen)

## Fiona Fox
Vroeger het vriendinnetje van Sonic, maar gaf uiteindelijk de voorkeur aan zijn anti-counterpart Scourge waardoor ze nu tot de slechteriken behoort.

## Dr. Finitevus
Dr. Finitevus is een cyborg-mierenegel, en lid van de groep Dark Legion. Hij gebruikt zowel wetenschap als magie voor verschillende doeleinden. Finitevus heeft in de loop der jaren veel vijanden van Sonic en Co weer tot leven gebracht om als zijn dienaren te gebruiken.

## Geoffrey St. John
Een skunk in dienst voor koning Acorn. Vooral door zijn interesse voor Sally is hij de rivaal van Sonic, hoewel ze aan dezelfde kant staan. Later verliest hij zijn interesse in Sally en trouwt hij met Hersey Cat.

## Hersey Cat
Een kat die vooral samenwerkt met haar man Geoffrey. Vroeger had ze een relatie met de verrader Drago, die haar verantwoordelijk maakte op de schijndood van Sally Acorn. Sally overleefde en ze werd vergeven.

## Hope Kintobor
Hope Kintobor is een overlander, en de dochter van Colin Kintobor. Ze is het nichtje van Dr. Robotnik. Na het einde van de grote oorlog zwierf ze samen met haar vader lange tijd rond op zoek naar een nieuw huis. Uiteindelijk belandde ze in Robotropolis. Daar bleef ze een tijdje, tot ze ontdekte dat Robotnik haar in een robot wilde veranderen. Ze vluchtte weg naar Knothole, en sloot zich aan bij de Freedom Fighters. 

## Horizont-Al en Verti-Cal
Twee dimensionale wezens die lijken op mensen, en gekleed gaan in bontgekleurde pakken. Ze geven de voorkeur aan de afgekorte namen "Al ed Cal". Ze wonen in een andere dimensie, maar duiken van tijd tot tijd op in de serie. Ze beschikken over vrijwel ongelimiteerde krachten.

## Iron King
Een os, koning van het Iron Dominion. Probeert Mobotropolis over te nemen.

## Iron Queen
Een mens, koningin van het Iron Dominion. Is ontrouw aan haar man en probeert, samen met haar minnaar Snively, Mobotropolis over te nemen.

## Isaac
Isaac is een robot, die in een ver verleden (in de 21e eeuw) werd ontworpen door Professor Niven Clarke. Hij werd geactiveerd toen de Xorda hun eerste aanval openden op de aarde. 
De robot werd in het heden ontdekt door Shadow the Hedgehog en Metal Sonic.

## Isabella Mongoose
Isabella Mongoose is Mina's moeder, en de vrouw van Arthur Mongoose. Ze was gevangen door Eggman en in een robot veranderd, maar dit proces werd later teruggedraaid. Ze is erg beschermend tegenover haar dochter. 

## Dr. Ivo Kintobor
Goedaardige counterpart van Dr. Robotnik. In tegenstelling tot zijn tegenspeler aardige en rustige dierenarts die dieren (o.a. Buns) beschermt tegen de Anti-Freedom Fighters.

## Juanita
Espio's dochter uit de serie Mobius: 25 Years Later. Juanita verscheen enkel in een cameorol. 

## Julayla
Princess Sally Acorns mentor die haar alles leerde over vechten en leiderschap.

## Jules Hedgehog
De vader van Sonic, en broer van oom Chuck. Hij was de eerste die op Mobius die in een robot veranderd werd. Chuck paste deze techniek toe om Jules te genezen van zijn verwondingen, maar Robotnik had de machine aangepast zodat Jules geheel een willoze robot werd.
10 jaar later, na Robotniks’ nederlaag, zocht Chuck Jules op en herstelde zijn vrije wil. Jules voegde zich toen bij de Freedom Fighters. Ook ontmoette hij zijn zoon Sonic voor het eerst. Hij is de enige die nooit is terugveranderd in zijn normale vorm, aangezien zijn oude wonden dan ook terug zouden keren en hem fataal zouden worden.

## Julie-Su
Julie-Su is een roze mierenegel, en de vriendin van Knuckles.

## Knucles the Echidna
Zie Knuckles the Echidna (personage).

## Lien-Da
Een mierenegel en schurk, halfzus van Julie-Su en leider van het Dark Legion.

## Liza
Een kameleon en een oude vriend van Espio. 

## Locke the Echidna
Locke is een antropomorfe mierenegel, en de vader van Knuckles. Hij was lid van de Brotherhood of Guardians. Zijn positie bij dit genootschap had meer prioriteit dan zijn gezin, wat tot menig conflict leidde tussen Locke en Knuckles. 
Net als alle leden van de Brotherhood beschikt Locke over vaardigheden verkregen middels chaosenergie. Hij is teven een ervaren monteur. 

## Lupe
Zie Lijst van personages uit Sonic the Hedgehog (televisieserie)

## Mammoth Mogul
Mammoth Mogul is een antropomorfe wolharige mammoet. Duizenden jaren geleden belandde er een chaosdiamant in zijn torso, die hem ongekende kracht gaf. Door de chaosenergie verkreeg Mogul een onnatuurlijk lang leven. In de eeuwen erop trainde hij zichzelf in vele vormen van oorlogvoering, wetenschap en magie. Hij nam ook meerdere extra namen aan. Hij richtte de Orde van Ixis op, waar ook de tovenaar Ixis Naugus lid van is. 
Mogul is een vaste vijand van Sonic en Co. Hij heeft vooral een grote rivaliteit met Tails. Uiteindelijk verloor hij door hun toedoen zijn chaosdiamant, wat hem enorm verzwakte. Later verkreeg hij opnieuw grote macht door de kroon en het zwaard van Acorn te stelen.
Mogul is een stuk groter en sterker dan de doorsnee inwoners van Mobius. Hij is ook erg egoïstisch en zich ziet zichzelf als het toppunt van intelligentie en macht. Hij ziet alle andere levensvormen als inferieur, en gebruikt zelfs zijn eigen handlangers enkel als pionnen in zijn plannen.

## King Maximillian Acorn
Zie Lijst van personages uit Sonic the Hedgehog (televisieserie)

## Mello
Mello is de beste vriend van Charmy Bee. Hij is erg druk en houdt van avontuur. 

## Merlin Prower
Merlin Prower is Tails' oom, en zoals zijn naam al suggereert een magiër. Hij was de hoofdmagiër aan het hof van het koningshuis van Acorn, maar dook onder toen Robotnik de macht greep. Zijn connectie met Tails werd pas jaren na zijn introductie bevestigd. 
Merlin beschikt over vaardigheden die de meeste andere personages niet hebben. Hij heeft ook veel kennis. Hij werd door de Ancient Walkers uitgekozen om een van hun opvolgers te worden genaamd de Neo Walkers, samen met Athair en Aurora. 

## Metal Sonic
Zie Metal Sonic

## Mighty the Armadillo
Zie Lijst van personages uit Sonic the Hedgehog (spellen)

## Miles Prower
Kwaadaardige counterpart van Miles "Tails" Prower. Een cynische wijsneus die niets van Tails' onschuldigheid heeft.

## Mina Mongoose
Een mongoest, dochter van Isabella en Arthur. Ze was eerst geïnteresseerd in Sonic, momenteel is ze bekend als zangeres in Knothole Village.

## Mobie
Een prehistorische beer. Hij zat duizenden jaren in het ijs bevroren totdat Antoine hem per ongeluk ontdekte. Hij werd ontdooit en voegde zich tijdelijk bij de Freedom Fighters. Zich aanpassen aan het moderne leven bleek te lastig voor hem, dus keerde hij terug naar de wildernis. 

## Monkey Khan
Monkey Khan is een aap. Hij woonde oorspronkelijk in een dorp van pacifisten die zich afgezonderd hielden van de grote oorlog. Dit was totdat Julian Kintobor (Robotnik) in het dorp arriveerde om de dorpelingen te gebruiken als testobjecten voor een proces dat levende wezens in cyborgs kon veranderen. 
Ken was de enige die sterk genoeg was om dit te overleven. Hij was ook sterk genoeg om Robotniks bevelen te negeren. Daarom sloot Robotnik hem op. Jaren later werd hij gevonden door Sonic, en voegde hij zich bij de Freedom Fighters.

## Nack the Weasel
Zie Lijst van personages uit Sonic the Hedgehog (spellen)

## Nate Morgan
Nathaniel "Nate" Beauregard Morgan is een oudere Overlander die Sonic en Tails tegenkwamen bij hun zoektocht naar een manier om Ixis Naugus te verslaan. Hij had een grote rol in het verleden van het koningshuis van Acorn. Hij kwam hier terecht na te zijn verbannen bij de andere Overlanders. Toen de grote oorlog uitbrak vluchtte Nate naar het noorden, waar hij Eddie the Yeti ontmoette. Samen namen ze hun intrek in een kasteel. 
Nate hielp Sonic en Tails om Naugus te verslaan, maar Eddy verloor hierbij het leven. Daarna sloot hij zich aan bij de Freedom Fighters.

## NICOLE
Zie Lijst van personages uit Sonic the Hedgehog (televisieserie)

## Patch
Kwaadaardige counterpart van Antoine. Wist zich ooit te vermommen als Antoine en werd bijna koning door te trouwen met Sally, hoewel Antoine net op tijd werd teruggehaald en het huwelijk ongedaan werd gemaakt. Vergiftigde Antoines vader Armand wist bijna Elias te vermoorden.

## Dr. Quack
Dr. Horatio Quentin Quack is een van de beste medische experts in Mobotropolis. Hij hielp onder andere Bunnie Rabbots robotische benen te ontwikkelen. De Freedom Fighters richtten zich altijd tot hem voor medische zorg.

## Dr. Robotnik
Zie Dr. Eggman

## Rosemary Prower
Rosemary Prower is de vrouw van Amadeus, en moeder van Tails. Zij en haar man werden door Robotnik in robots veranderd, maar later terugveranderd door de Bem. De Bem namen de twee mee naar hun thuisplaneet, alwaar ze jaren later werden gevonden door Sonic. 

## Rosie
Zie Lijst van personages uit Sonic the Hedgehog (televisieserie)

## Rosy the Rascal
Kwaadaardige counterpart van Amy Rose. Mentaal gestoorde stalker van Scourge.

## Rotor Walrus
Zie Lijst van personages uit Sonic the Hedgehog (televisieserie)

## Rouge the Bat
Zie Rouge the Bat

## Sally Acorn
Zie Lijst van personages uit Sonic the Hedgehog (televisieserie)

## Salma
Salma is een van de twee dochters van Espio in de serie Mobius: 25 Years Later. Ze is de vriendin van Lien-Da's zoon Rutan. Ze is ook goede vrienden met Lara-Su, Sonia en Manik. 
Salma werd niet meer gezien in de tweede Mobius: 25 Years Later, die zich in een alternatieve toekomst afspeelde.

## Scourge the Hedgehog
Scourge the Hedgehog is een groene kwaadaardige versie van Sonic. Hij komt van Anti-Mobius, de tegenhanger van Mobius uit een alternatief universum. Daar is hij de leider van de Anti-Freedom fighters.
Aanvankelijk leek Scourge sprekend op Sonic, en droeg ook de naam Evil Sonic. Zijn groene kleur kreeg hij na wat energie uit de Master Emerald te hebben geabsorbeerd wat zijn oogkleur met zijn huidskleur verwisselde. 
Scourge beschikt over dezelfde vaardigheden als Sonic. Zijn primaire doel in gevechten is echter zijn vijanden te vernederen en zijn eigen vaardigheden te tonen. Zijn arrogantie maakt dat hij makkelijk af te leiden is. 
Nu is hij de leider van zijn oude groep, de Anti-Freedom Fighters met de nieuwe naam Suppression Squad met zijn vriendin Fiona en hij is nu koning van Anti-Mobius.

## Semper Fidelis
Een lid van de vuurmieren. Hij is vermoedelijk de zoon van Deo Volente.

## Shadow the Hedgehog
Zie Shadow the Hedgehog (personage)

## Sherman Walrus
De vader van Rotor en Skeeter. Sherman was een van de leden van de speciale troepen van Mobotropolis, samen met Sir Charles, Jules, en Amadeus Prower. Er is maar weinig over hem bekend. 

## Snively Kintobor
Zie Lijst van personages uit Sonic the Hedgehog (televisieserie)

## Sonic the Hedgehog
Zie Sonic the Hedgehog (personage)

## Miles "Tails" Prower
Zie Miles "Tails" Prower

## Thunder
Een witte pasha (een normaal paard in plaats van een antropomorf dier) die woont op Angel Island. 

## Tommy Turtle
Een schildpad die Sonic een lesje leerde over vernedering door hem te verslaan in een race. Lange tijd leek hij te zijn omgekomen bij het redden van Sonics leven. Later bleek hij een gevangene van Robo-Dyne Systems te zijn. Na te zijn gered werd hij lid van de Freedom Fighters. Tommy is een van de weinige die Tails bij zijn echte naam noemt.

## Vector the Crocodile
Zie Lijst van personages uit Sonic the Hedgehog (spellen)